# Palantine
Palantine ist eine französische Gemeinde mit 59 Einwohnern (Stand: 1. Januar 2022) im Département Doubs in der Region Bourgogne-Franche-Comté.

## Geographie
Palantine liegt auf 370 m, etwa 18 Kilometer südsüdwestlich der Stadt Besançon (Luftlinie). Das Dorf erstreckt sich im Jura, in einer leichten Mulde auf dem Plateau westlich des Tals der Loue, die hier in einem Bogen weit nach Norden ausgreift, östlich der Höhe des Landet.
Die Fläche des 4,31 km² großen Gemeindegebiets umfasst einen Abschnitt des französischen Juras. Der zentrale Teil des Gebietes wird von der Mulde von Palantine eingenommen, die durchschnittlich auf 370 m liegt. Das Plateau ist überwiegend von Wiesland bestanden, zeigt aber auch eine Moorfläche. Nach Süden reicht der Gemeindeboden über eine Geländestufe auf das Plateau von Goux, auf dem mit 441 m die höchste Erhebung von Palantine erreicht wird. Im Nordwesten und Norden erstreckt sich das Gemeindeareal über das Plateau bis an den Fuß des Landet und in ein ausgedehntes Waldgebiet. Das Plateau besitzt keine oberirdischen Fließgewässer, weil das Niederschlagswasser im verkarsteten Untergrund versickert.
Nachbargemeinden von Palantine sind Charnay im Norden, Courcelles im Osten, Rouhe und Goux-sous-Landet im Süden sowie Lavans-Quingey und Cessey im Westen.

## Bevölkerung
| Jahr                       | 1962 | 1968 | 1975 | 1982 | 1990 | 1999 | 2006 | 2016 |
| Einwohner                  | 44   | 33   | 30   | 38   | 40   | 36   | 33   | 67   |
| Quellen: Cassini und INSEE |      |      |      |      |      |      |      |      |

Mit 59 Einwohnern (Stand 1. Januar 2022) gehört Palantine zu den kleinsten Gemeinden des Départements Doubs. Während des 20. Jahrhunderts pendelte die Einwohnerzahl stets im Bereich von 30 bis 64 Personen.

## Wirtschaft und Infrastruktur
Palantine war bis weit ins 20. Jahrhundert hinein ein vorwiegend durch Land- und Forstwirtschaft geprägtes Dorf. Noch heute leben die Bewohner zur Hauptsache von der Tätigkeit im ersten Sektor. Außerhalb des primären Sektors gibt es fast keine Arbeitsplätze im Dorf. Einige Erwerbstätige sind auch Wegpendler, die in den umliegenden größeren Ortschaften ihrer Arbeit nachgehen.
Die Ortschaft liegt abseits der größeren Durchgangsstraßen nahe der Departementsstraße, welche von Quingey nach Épeugney führt. Eine weitere Straßenverbindung besteht mit Goux-sous-Landet.